# Kühberg (Gemeinde Allhartsberg)
Kühberg ist eine Streusiedlung der Marktgemeinde Allhartsberg in Niederösterreich.

## Geografie
Der Ort liegt 3 Kilometer südöstlich von Allhartsberg und besteht aus den zerstreuten Häusern in Kühberg, weiters aus dem Weiler Hiesbach, der Rotte Zauch sowie mehreren Einzellagen.

## Geschichte
Laut Adressbuch von Österreich waren im Jahr 1938 in Kühberg ein Gastwirt, zwei Schmiede, ein Schneider, ein Viktualienhändler und einige Landwirte ansässig.